# 삼사 (행정기관)
삼사(三司)는 고려 시대와 조선 시대의 중앙 행정관청이다.

## 고려의 삼사
삼사는 고려 때의 관청으로 전곡(錢穀)의 출납·회계를 맡아보았다.
태조가 태봉의 조위부(調位府)를 삼사로 고쳤다. 1014년(현종 5년) 무신들의 청에 따라 삼사를 폐하고 도정사(都正司)를 두었다. 1023년(현종 14년) 다시 삼사를 두고, 문종 때 판사(判事) 1명을 두어 재신(宰臣)으로 겸하게 하였다. 그 후 수차례 변동이 있었다.

## 같이 보기
- 고려의 중앙 관제
- 조선의 중앙 관제